# Seks kresne noči
Seks kresne noči (angleško A Midsummer Night's Sex Comedy) je ameriški erotično komični film iz leta 1982, ki ga je režiral in zanj napisal scenarij Woody Allen. Film prikazuje obisk znanega filozofa Leopolda (José Ferrer) s precej mlajšo zaročenko Ariel (Mia Farrow) na deželi pri Leopoldovi sestrični Adrian (Mary Steenburgen) in njenem možu in norem izumitelju Andrewu (Allen). 
Ohlapno temelji na švedskem filmu Nasmeh poletne noči Ingmarja Bergmana iz leta 1955. To je prvi od trinajstih Allenovih filmov z Mio Farrow v glavni ženski vlogi. Njena vloga je bila prvotno napisana za Diane Keaton, prav tako pogosto glavno igralko v Allenovih filmih, ki je bila zaposlena z drugimi filmi.
Film je prejel zmerno pozitivne kritike, bila pa je tudi nominiran za Zlato malino za najslabšo žensko glavno vlogo (Farrow), kar je edina nominacija za Allenove filme. 

## Vloge
- Woody Allen kot Andrew
- Mia Farrow kot Ariel Weymouth
- José Ferrer kot profesor Leopold Sturges
- Julie Hagerty kot Dulcy Ford
- Tony Roberts kot dr. Maxwell Jordan
- Mary Steenburgen kot Adrian
- Adam Redfield as študent Foxx
- Moishe Rosenfeld kot g. Hayes
- Timothy Jenkins kot g. Thomson
- Michael Higgins kot Reynolds
- Sol Frieder kot Carstairs
- Boris Zoubok kot Purvis
- Thomas Barbour kot Blint
- Kate McGregor-Stewart kot ga. Baker[2]